# 斎藤寛仁
斎藤 寛仁（さいとう ひろのり、12月6日 - ）は、日本の男性声優。青森県出身。アミュレート所属。

## 略歴
以前はメディアフォース、ディーカラーに所属していた。
2024年8月1日、ディーカラーとアミュレートとの事業統合によりアミュレートへ移籍。

## 人物
趣味はスポーツ観戦。特技は野球。

## 出演
太字はメインキャラクター。

### テレビアニメ
2011年
- 未来日記（信者 豊川）

2012年
- K（2012年 - 2015年、赤城翔平、榎本竜哉、先生、店主） - 2シリーズ
- トータル・イクリプス（整備兵）

2013年
- AKB0048 next stage（政府高官）
- 俺の彼女と幼なじみが修羅場すぎる（講師）
- キューティクル探偵因幡（警官）
- げんしけん 二代目（播磨）
- ゴールデンタイム（教職員、講師）
- 大怪獣ラッシュ ウルトラフロンティア（ザラブ星人）
- D.C.III 〜ダ・カーポIII〜
- とある科学の超電磁砲S（研究員、チンピラ、医師）
- 凪のあすから（担任の先生）
- はたらく魔王さま！（司祭、幹部、田村）
- WHITE ALBUM2（柔道部員A）
- まおゆう魔王勇者（聖鍵遠征軍兵士、職人長、群衆、傭兵弓士、狩人A）
- リトルバスターズ! 〜Refrain〜（男性B）
- ログ・ホライズン（2013年 - 2021年、レザリック、練馬の星、ダルテ、スワ湖畔長、ハイランドスカイ 他） - 3シリーズ
- 私がモテないのはどう考えてもお前らが悪い!（福浦先生、雨合羽の男、福引おじさん、ドイル）

2014年
- アルドノア・ゼロ（2014年 - 2015年、兵士、火星兵士、操舵手、アンダルシアリーダー、オルロフリーダー） - 2シリーズ
- 牙狼-GARO- -炎の刻印-（兵士）
- 金田一少年の事件簿R（管制塔主任）
- 健全ロボ ダイミダラー（ペンギンコマンド）
- 白銀の意思 アルジェヴォルン（アランダス兵士）
- 精霊使いの剣舞（客）
- selector infected WIXOSS（編集） - 2シリーズ
- ノーゲーム・ノーライフ（盗賊）
- ノブナガ・ザ・フール（家臣E、操縦士、声A）
- Bonjour♪恋味パティスリー（観客、運転手A、男子生徒B）
- 魔法科高校の劣等生（生徒）
- 龍ヶ嬢七々々の埋蔵金（教師）
- RAIL WARS!（運転手、男、犯人、和歌山、駅員、山田車掌）
- SHIROBAKO（2014年 - 2015年、円宏則、辻田光良）

2015年
- アルスラーン戦記（兵士、ルシタニア将校）
- オーバーロード（ベリュース）
- GANGSTA.（幹部B、チンピラ、刑事、傭兵、BASTARD客、係官、BASTARD店員・七三）
- グリザイアの楽園（官僚）
- Go!プリンセスプリキュア（ボディーガード）
- 純潔のマリア（修道士、傭兵）
- 食戟のソーマ（2015年 - 2020年、叔父、筋肉男B、怪人つくね串男、シェフ、タクミの叔父） - 4シリーズ
- ニンジャスレイヤー フロムアニメイシヨン （ホゼ、傭兵1、テンカウント、TVナレーター）

2016年
- アクティヴレイド -機動強襲室第八係-（ドライバー、警官B、白バイA） - 2シリーズ
- Occultic;Nine -オカルティック・ナイン-（男性リポーター）
- 機動戦士ガンダム 鉄血のオルフェンズ（2016年 - 2017年、ギャラルホルン士官、ジャスレイ部下、ジャスレイ艦オペレーター）
- クラシカロイド（2016年 - 2017年、スタッフ、警備員） - 2シリーズ
- 斉木楠雄のΨ難（2016年 - 2018年、スターター、男性） - 2シリーズ
- Dimension W（三谷克司）
- テイルズ オブ ゼスティリア ザ クロス（2016年 - 2017年、二等対魔士、兵士、商人） - 2シリーズ
- TRICKSTER -江戸川乱歩「少年探偵団」より-（田中幸弘）
- ViVid Strike!（警官、不良）
- ファンタシースターオンライン2 ジ アニメーション（教師）
- ブブキ・ブランキ（ニュースキャスター）
- 文豪ストレイドッグス（男性職員B、野次馬、ポート・マフィア）
- レゴ ネックスナイツ（ジョークス）

2017年
- Re:CREATORS（官僚、騎士、関係者、士官）
- ID-0（オペレーターC）
- アトム ザ・ビギニング（ロック鈴木）
- ナイツ&マジック（バッカス、兵士A）
- いぬやしき（タレント、SAT隊員、乗客）

2018年
- ヒナまつり
- Back Street Girls -ゴクドルズ-（ファンA）
- はたらく細胞（輸血赤血球2）
- やがて君になる（司会）
- 抱かれたい男1位に脅されています。（沖大輔）

2019年
- Fairy gone フェアリーゴーン（ディッパー） - 2シリーズ
- 戦姫絶唱シンフォギアXV（黒服B）
- ダンジョンに出会いを求めるのは間違っているだろうかII（御者）

2020年
- 波よ聞いてくれ（警察官、ふらかん、老刑事）
- フルーツバスケット（デパート社員）
- 新サクラ大戦 the Animation（フロントクラーク）
- 体操ザムライ（カメラマン、ホームレスA）

2021年
- はたらく細胞BLACK（肺胞上皮細胞、粘膜細胞、脳細胞〈オペレーター〉、毛母細胞、副細胞）
- 無職転生 〜異世界行ったら本気だす〜（ノコパラ） - 2シリーズ
- ましろのおと（関根）
- 東京リベンジャーズ（愛美愛主D）
- 死神坊ちゃんと黒メイド（執事B、郵便屋）
- 86-エイティシックス-（西方方面軍副司令官）
- カードファイト!! ヴァンガード overDress（ホテルスタッフ）
- ミュークルドリーミー みっくす!（コタツ）

2022年
- 境界戦機（ロイ・ウォーカー）
- 恋愛フロップス（沢渡所長）

2023年
- アイドリッシュセブン Third BEAT!（チーフディレクター）

2025年
- アラフォー男の異世界通販（アネモネの育ての親、マロウ商会会社員、フード男B、男B、レンリ 他）
- 魔法使いの約束（市民）
- ニャイト・オブ・ザ・リビングキャット（救助隊）

### 劇場アニメ
2010年代
- ストライクウィッチーズ 劇場版（2012年）
- ベルセルク 黄金時代篇（2012年、副将）
- 劇場版 薄桜鬼 第一章 京都乱舞（2013年）
- 劇場版 K MISSING KINGS（2014年、赤城翔平、榎本竜哉）
- UFO学園の秘密（2015年）

2020年代
- 劇場版 SHIROBAKO（2020年、円宏則）
- 劇場版 抱かれたい男1位に脅されています。〜スペイン編〜（2021年、沖大輔）

### OVA
- コードギアス 亡国のアキト（2015年、仕立屋）
- 四月は君の嘘（2015年、せつこの父） - コミックス第11巻DVD付き限定版
- 第三飛行少女隊（2015年、パイロットB）

### Webアニメ
- モンスターストライク（2016年、警官）
- ギフト±（2018年、英琢磨/林[14]）

### ゲーム
2008年
- KANE&LYNCH: DEAD MEN

2010年
- CLOCK ZERO 〜終焉の一秒〜

2013年
- エクストルーパーズ
- 俺の妹がこんなに可愛いわけがない。HappyenD
- 大怪獣バトル ウルトラフロンティア（ケムール人）

2014年
- フリーダムウォーズ

2015年
- 黒い砂漠 (クラム・セサリー、ヴォルクスなど)
- ぷよぷよ!!クエスト（クロード、コスタ）

2016年
- ウォッチドッグス2

2017年
- グラナディアサーガ

2018年
- オーディナルストラータ
- フィンガーナイツクロス（ロラン、ベルフェゴール、オリオン、アキレウス、ムスペル）

### ドラマCD
- アイドルマスター Eternal Prism03
- 暁のヨナ
- あっちこっち
- うちの妻ってどうでしょう？（編集B）
- 自鳴琴 (オルゴール)ボイスオーバー1.2（木野下恵太）
- GANGSTA.
- しゅらばら!
- 純情
- 背中合わせの恋（カメラマン）
- ニンジャスレイヤー ネオサイタマ炎上（ホゼ）※第4巻購入特典オーディオドラマ
- 花とうさぎ（石田）
- 勇者様のお師匠様※小説第3巻サウンドドラマDL特典
- 理想の恋人（常連客A）

### 吹き替え

#### 担当俳優
スコット・アドキンス
- ウルフ・オブ・ウォー ネイビー・シールズ傭兵部隊 vs PLA特殊部隊（トム・キャット）
- ウルフ・オブ・リベンジ 復讐の狼（カイン・バージェス）
- バーニング・ブラッド（コルトン）
- マキシマム・クラッシュ（スティーヴン）

#### 映画
- 愛と哀しみの旅路 ※Disney+版
- 悪魔のいけにえ レザーフェイス一家の逆襲（ダリル）
- 悪魔のビンゴカード
- アサイラム 監禁病棟と顔のない患者たち（ミッキー・フィン〈デヴィッド・シューリス〉）
- アシュラ
- アップサイドダウン 重力の恋人
- アトラクション-制圧-（ハイル・ポレスキン）
- アドレナリン・ブレイク
- アニマル・キングダム
- アフターマス：余波（ニック〈ロス・マッコール〉）
- アメリカン・フィクション（クリフ〈スターリング・K・ブラウン〉）
- アルゼンチン1985 〜歴史を変えた裁判〜
- ある日どこかで（ロロ〈ウィリアム・P・オヘイガン〉[16]）※BSテレ東版
- アルテミスと妖精の身代金
- アンチャーテッド（副操縦士[17]）
- イグジスツ 遭遇（トッド）
- イングリッド -ネットストーカーの女-
- ヴィンセントが教えてくれたこと（ブラザー・ジェラティ〈クリス・オダウド〉）
- ヴェルサイユの宮廷庭師（フィリップ1世〈スタンリー・トゥッチ〉）
- 嘘はフィクサーのはじまり
- ウルフズ・コール（グランシャン〈レダ・カテブ〉[18]）
- AVA/エヴァ（マイケル〈コモン〉）
- エクストラクション（ディミトリ・コブロフ〈ローマン・ミッチャン〉）
- エクスペンダブル・ミッション
- SPL 狼たちの処刑台（タク〈トニー・ジャー〉）
- エンド・オブ・ステイツ（シーバーツ〈スチュアート・マクエイリー〉[19]）
- エンド・オブ・トゥモロー（カーター）
- オーシャンズ・オデッセイ
- オペレーション・ミンスミート -ナチを欺いた死体-（ベントレー・パーチェス〈ポール・リッター〉）
- お家をさがそう
- カサンドロ リング上のドラァグクイーン
- かけがえのない人（フランク）
- カリフォルニア・ディストラクション
- カンフー・ジャングル（フォン・ユィシウ〈ワン・バオチャン〉）
- キックボクサー リジェネレーション
- キング・ホステージ
- クラークス（リック・ダレス） ※Netflix版
- グランド・イリュージョン 見破られたトリック
- グランドフィナーレ
- クリスマス・カレンダー
- 激戦 ハート・オブ・ファイト
- 高慢と偏見とゾンビ
- ゴーギャン タヒチ、楽園への旅（アンリ・ヴァラン〈マリック・ジディ〉）
- ゴーン・マネー
- 国際市場で逢いましょう（ナム・ジン〈ユンホ（東方神起）〉）
- 最愛の大地
- サイレント・ワールド2012
- ザ・キッチン
- ザ・ダート：モトリー・クルー自伝（トム・ズトート〈ピート・デイヴィッドソン〉）
- ザ・テキサス・レンジャーズ
- サバイバル・トラップ
- さまよう刃
- サムワン・グレート ～輝く人に～
- サヨナラの代わりに
- ザ・レポート（レイモンド・ネイサン〈ティム・ブレイク・ネルソン〉）
- ザ・ロック
- ジェイ&サイレント・ボブ 帝国への逆襲（チャカ・ルーサー・キング〈クリス・ロック〉）※Netflix版
- ジェネシス
- 史上最悪の学園生活
- シックス・バルーン
- シティ・オブ・タイニー・ライツ（タンデ）
- スーパーエージェント 美女奪還大作戦!!
- 素敵なサプライズ ブリュッセルの奇妙な代理店
- 砂の城
- スモーク・アンド・ミラーズ 1000の顔を持つスパイ（ルイス・ロルダン）
- 正義のレジスタンス（ヤープ）
- セカンド・アクト（チェイス）
- ターミネーターズ（ヒックス）
- 沈黙の制裁（カマル・ワヒディ）
- ディープ・コア2010
- ディバイナー 戦禍に光を求めて
- デイビッド・ブレント:ライフ・オン・ザ・ロード
- デンジャラス・ミッション
- 逃走車
- トリプルX:再起動
- ナイスガイズ!
- ナイト・ガーディアンズ
- ナイト・ビフォア 俺たちのメリーハングオーバー
- なんだかおかしな物語（スミティ〈ジェレミー・デイビス〉）
- ニュースの真相
- ニューヨークの王様 ※BD版
- ネイバーズ2（エリック）
- ネオン・デーモン
- ノー・エスケープ
- パッケージ: オレたちの"珍"騒動（ジェレミー〈エドゥアルド・フランコ〉）
- バッド・チューニング（ロン・スレーター〈ロリー・コクレーン〉）
- ハッピーサンキューモアプリーズ（サム2〈トニー・ヘイル〉）
- パンドラ
- ピーターラビット（クリス〈デイブ・ローソン〉[20]）※劇場公開版
- 必殺処刑チーム（ブロディ・ウォーカー〈コディ・ハックマン〉）※ソフト版
- ヒットマンズ・ボディガード（モレノ）
- ファーザーズ
- ファースト・マッチ/新しい居場所
- ファイナル・ガールズ 惨劇のシナリオ
- ファウンダー ハンバーガー帝国のヒミツ ※BSジャパン版
- フェリックスの不思議な冒険〜時空旅行とナチスの秘密兵器〜（シュルツ）
- 二ツ星の料理人（マックス〈リッカルド・スカマルチョ〉）
- 不都合な自由
- フューリアス 双剣の戦士（バトゥ・ハン）
- ブラザー・ミッション -ライド・アロング2-（アロンゾ）
- ブラッド・エンジェル
- フランキー&アリス
- フリー・ファイヤー（ハリー〈ジャック・レイナー〉[21]）
- 不良探偵 ジャック・アイリッシュ シリーズ
  - 死者からの依頼
  - 2人の父への鎮魂歌
  - 3度目の絶体絶命
- ブレイク・ビーターズ
- BLED（ジュノ）
- フロム・ダスク・ティル・ドーン ※Netflix版
- ベテラン（チョ・テオ〈ユ・アイン〉）
- ヘンゼル & グレーテル
- ホステージ・オブ・エネミーライン
- 香港テロ対策ユニット CTU
- マン・アップ! 60億分の1のサイテーな恋のはじまり（ショーン〈ロリー・キニア〉）
- マンチェスター・バイ・ザ・シー
- Mr.&Mrs. スパイ
- 皆殺しの流儀
- ミスターナイスガイ/保釈金大作戦（スカーフェイス〈ギレルモ・ディアス〉）
- ムーン・ウォーカーズ（レオン〈ロバート・シーハン〉）
- ムーンライズ・キングダム（ベンおじさん〈ジェイソン・シュワルツマン〉）
- ムカデ人間2
- 胸騒ぎのシチリア
- 女神の見えざる手
- モービウス[22]
- モリーズ・ゲーム
- ライダーズ・オブ・ジャスティス（レナート・ガーナー・ニルセン〈ラース・ブリグマン〉[23]）
- ラフ・ナイト 史上最悪!?の独身さよならパーティー
- ランダム 存在の確率（アミール）
- リープ・イヤー うるう年のプロポーズ
- 理想の男になる方法
- リトル・マーメイド 人魚姫と魔法の秘密（ロック）
- リベンジ・オブ・ザ・グリーンドラゴン（チャン）
- ルシッド ドリーム/明晰夢
- ルディ・レイ・ムーア（ダディ・ファッツ〈クリス・ロック〉）
- レーザーチーム
- ワイルド・スピードシリーズ
  - ワイルド・スピード ICE BREAK
  - ワイルド・スピード/スーパーコンボ（MI6(1)[24]）
  - ワイルド・スピード/ジェットブレイク[25]
  - ワイルド・スピード/ファイヤーブースト
- 藁にもすがる獣たち（ドゥマン〈チョン・マンシク〉[26]）

#### ドラマ
- アウトランダー シーズン4
- アレクサ&ケイティ（ライアン）
- アンブレイカブル・キミー・シュミット シーズン4
- イエローストーン（リップ〈コール・ハウザー〉）
- 美男ですね（キム記者）
- THE INNOCENTS/イノセンツ（アルフ）
- いばらの鳥（チャン・ユンソク）
- ヴァン・ヘルシング（ドミトリー〈ポール・ヨハンセン〉）
- GIRLS/ガールズ
- Girlboss ガールボス
- 救命医ハンク4 セレブ診療ファイル
- クイズ 〜100万ポンドを夢見た男〜（デヴィッド・ブリッグス〈エリオット・レヴィ〉[27]）
- クリスマスに雪は降るの?（ジェヒョン）
- クリスティンの奇妙なお菓子教室（ランクル）
- GRIMM/グリム
- Crazy Ex Girlfriend シーズン4（探偵、トリスタン）
- グレイス&フランキー シーズン4
- 刑事モース〜オックスフォード事件簿〜
- ゴースト・ウォーズ
- GOTHAM/ゴッサム
- このサイテーな世界の終わり
- サイバー諜報員〜インテリジェンス〜
- 最高の愛〜恋はドゥグンドゥグン〜（キムPD）
- ザ・ソサエティ（エリック〈ライアン・ゴフマン〉）
- ザ・ホーンティング・オブ・ヒルハウス
- ジ・オファー / ゴッドファーザーに賭けた男（ジョゼフ・コロンボ〈ジョヴァンニ・リビシ〉）
- ジェーン・ザ・ヴァージン シーズン2（チャベス）
- シグムンドとシーモンスターたち
- JUSTIFIED 俺の正義（デューイ・クロウ〈デイモン・ヘリマン〉、ウィン・ダフィ〈ジェレ・バーンズ〉、ディッキー・ベネット〈ジェレミー・デイビス〉）
- スクリーム・クイーンズ シーズン2
- セーフハウス
  - 狙われた家族
  - もう一人の殺人鬼
- Zネーション シーズン5
- 全米捜索!バック・トゥ・ザ・フューチャー（ダニー・ボトキン、スティーブン・スピルバーグ）
- それいけ！ゴールドバーグ家 シーズン3（ジョニー）
- タイムレス
- 推奴（マンドゥク）
- TEEN WOLF/ティーン・ウルフ シーズン6
- The Tick/ティック〜運命のスーパーヒーロー〜（スーペリアン、デンジャー・ボート）
- ドクター・フー シーズン9
- ナイトシフト 真夜中の救命医 シーズン4
- パダムパダム〜彼と彼女の心拍音〜（オ・ヨンハク）
- パトリオット シーズン2
- Marvel パニッシャー シーズン2
- ハンドメイズ・テイル/侍女の物語
- ピオリアのプリンス（ダリル）
- フィアー・ザ・ウォーキング・デッド
- フォーリング・ウォーター
- フロンティア シーズン3
- VEGAS/ベガス
- BONES シーズン9
- 僕と君と彼女の関係（デイブ・アマリ〈エニス・エスマー〉）
- マイ・ブロック（サントス、司祭）
- マクマフィア
- ミルドレッドの魔女学校
- Marvel ルーク・ケイジ
- レヴェリー 仮想世界の交渉人
- レジデント 型破りな天才研修医（ブラッドリー）
- ロア〜奇妙な伝説〜
- ロイヤルファミリー（ジェームス・ディーン）
- LOW & ORDER:UK
- ロッジ49（イケメン・ジェフ）
- ロマンスが必要

#### アニメ
- 怪盗グルーシリーズ
  - ミニオンズ（駅構内放送）
  - 怪盗グルーのミニオン大脱走（チームリーダー）
  - ミニオンの月世界[28]
  - 怪盗グルーのミニオン超変身[29]
- グリンチ（プレゼントの男[30]）
- コウノトリ大作戦!（コウノトリA）
- シーラとプリンセス戦士（シーホーク）
- スマーフ スマーフェットと秘密の大冒険（ガーガメル）
- スモールフット（パイロット[31]）
- チャーリーのゆかいな大冒険
- パウ・パトロール（カメラマン）
- パウ・パトロール ザ・ムービー（ロケット[32]）
- ペット2（おびえる犬[33]）
- ボージャック・ホースマン
- ボス・ベイビー（ロボット）
- ホワイト・ファング〜アラスカの白い牙〜
- モーターシティ（サイボーグ・ダン）
- 弱虫スクービーの大冒険

### ボイスオーバー
- 彼女の権利、彼らの決断
- 最期の祈り
- ジョンベネ殺害事件の謎
- ショット・イン・ザ・ダーク
- ディスカバリーチャンネル
  - 「なるほど百科テレビ」
- ナショナルジオグラフィックチャンネル
- 不都合な真実2 放置された地球
- 物々交換
- プロジェクト・ランウェイ シーズン10（クリストファー）
- ホワイト・ラビット・プロジェクト
- マデリンちゃん失踪の真実（ジェリー）
- ローマ帝国〜ローマ支配〜

### ナレーション
- ニベア メンクリーム

### シリーズ一覧
1. ↑  第1期（2012年）、第2期『RETURN OF KINGS』（2015年）
2. ↑  第1シリーズ（2013年 - 2014年）、第2シリーズ（2014年 - 2015年）、第3シリーズ『円卓崩壊』（2021年）
3. ↑  第1クール（2014年）、第2クール（2015年）
4. ↑  第1期（2014年）、第2期『selector spread WIXOSS』（2014年）
5. ↑  第1期（2015年）、第3期前半『餐ノ皿』（2017年）、第3期後半『餐ノ皿 遠月列車篇』（2018年）、第5期『豪ノ皿』（2020年）
6. ↑  第1期（2016年）、第2期『2nd』（2016年）
7. ↑  第1シリーズ（2016年）、第2シリーズ（2017年）
8. ↑  第1期（2016年）、第2期（2018年）
9. ↑  第1期（2016年）、第2期（2017年）
10. ↑  第1クール（2019年）、第2クール（2019年）
11. ↑  第1クール（2021年）、第2クール（2021年）